# 이만수 (1752년)
이만수(李晩秀, 1752년 ~ 1820년)는 조선의 문신이다. 본관은 연안(延安). 자는 성중(成仲), 호는 극옹(屐翁)·극원(屐園)이다. 소론 시파 세력의 중심인물로 영의정 이시수의 동생이다.

## 생애
진사시에 합격하고 부사과를 지냈으며, 1789년 식년 문과에 병과로 급제하였다. 정조 때 검교직각, 내각지제교를 거쳐 승지가 되고 경연관을 겸하다 사간원대사간, 성균관대사성을 거쳐 승지, 이조참의를 거쳐 사간원대사간으로 다시 임명되고 대사성을 거쳐 규장각직제학과 승지, 내각지제교, 성균관대사성을 두루 거쳐 바로 직제학, 승지, 제거 등을 거쳐서 성균관대사성, 사간원대사간, 내각직제학, 규장각직제학을 거쳐 동지경연사, 직제학, 대사성을 하다 우유선을 겸하고 이후 순조 때 예조판서가 되었고 검교직제학을 겸하다 예조판서, 이조판서를 하고 공조판서를 거쳐 예문관제학으로 빈전도감제조를 겸하다 수원유수가 되고 판의금부사, 대제학, 형조판서를 거쳐 다시 판의금부사가 되고 병조판서로 승진한다. 이후 다시 판의금부사, 대제학, 예조판서를 한다. 판의금부사, 예조판서, 대제학 등을 지내고 대제학, 예조판서를 거쳐 내각제학, 예조판서를 거쳐 제술관을 한 뒤 한성부판윤, 예조판서 등을 하고 홍문관대제학을 거쳐 호조판서, 판의금부사를 하고 대제학이 된 뒤 지경연사를 겸하고 홍문관대제학에서 광주유수로 있다가 시책문제술관을 거쳐 이조판서가 되고 검교제학이 된 뒤 예조판서를 한 뒤 함경도관찰사를 거쳐 판의금부사, 호조판서를 하고 연이어 대제학을 거쳐 선공감제조와 호조판서를 하고 검교제학을 한 뒤 평안도관찰사를 거쳐 공조판서를 하고 병조판서를 한 뒤 판의금부사를 한 뒤에 판돈녕부사를 거쳐 우빈객, 좌빈객, 행장제술관을 거쳐 예조판서, 병조판서를 지내고 수원유수에 이르렀다. 하지만 곧 1820년에 별세한다. 시호는 문헌(文獻)이다. 하늘이 내린 다섯 태사라는 뜻인 천생오태사 중 한명이다.

## 가족
- 조부 : 이철보(李喆輔)
  - 아버지 : 이복원(李福源)
- 외조부: : 안수곤(安壽坤)
  - 어머니: 순흥 안씨(順興安氏)
  - 처부 : 서명선(徐命善)
    - 처 : 대구 서씨(大丘徐氏)